# Johnsonburg
Johnsonburg és una població dels Estats Units a l'estat de Pennsilvània. Segons el cens del 2000 tenia 3.003 habitants.

## Demografia
Segons el cens del 2000, Johnsonburg tenia 3.003 habitants, 1.292 habitatges, i 811 famílies. La densitat de població era de 382,7 habitants per quilòmetre quadrat.
Dels 1.292 habitatges en un 28,3% hi vivien nens de menys de 18 anys, en un 45,4% hi vivien parelles casades, en un 11,8% dones solteres, i en un 37,2% no eren unitats familiars. En el 33,3% dels habitatges hi vivien persones soles el 16,5% de les quals corresponia a persones de 65 anys o més que vivien soles. El nombre mitjà de persones vivint en cada habitatge era de 2,32 i el nombre mitjà de persones que vivien en cada família era de 2,97.
Per edats la població es repartia de la següent manera: un 24,4% tenia menys de 18 anys, un 7,6% entre 18 i 24, un 27,3% entre 25 i 44, un 20,7% de 45 a 60 i un 19,9% 65 anys o més.
L'edat mediana era de 39 anys. Per cada 100 dones de 18 o més anys hi havia 94,4 homes.
La renda mediana per habitatge era de 27.924 $ i la renda mediana per família de 39.491 $. Els homes tenien una renda mediana de 33.354 $ mentre que les dones 21.683 $. La renda per capita de la població era de 15.631 $. Entorn del 15,4% de les famílies i el 17,6% de la població estaven per davall del llindar de pobresa.

## Poblacions més properes
El següent diagrama mostra les poblacions més properes.